# Ndre Zadeja
Ndre Zadeja (ur. 3 listopada 1891 w Szkodrze, zm. 25 marca 1945 tamże) – albański duchowny katolicki i pisarz, autor dramatów, więzień sumienia, błogosławiony Kościoła katolickiego.

## Życiorys
Syn Gjoniego i Luçi (z d. Fishta). Początkowo uczył się w szkole włoskiej, a następnie w Seminarium Papieskim w Szkodrze. W latach 1913–1916 studiował teologię w Innsbrucku, ale studia przerwał z przyczyn zdrowotnych. 24 kwietnia 1916 został wyświęcony na księdza. Pracował początkowo jako sekretarz arcybiskupa Jaka Sereggiego w Szkodrze. W 1922 został mianowany proboszczem w parafii Mali të Jushi. W kolejnych latach pracował w parafiach Bogë i Shkrel. W 1934 został skierowany do parafii Sheldi, w której pracował do 1945. W tym czasie współpracował z ks. Lekiem Sirdanim, zbierając pieśni ludowe z północnej Albanii.
W 1945 ukrywał na terenie swojej parafii ks. Lazëra Shantoję. Aresztowany 4 lutego 1945 przez funkcjonariuszy Sigurimi, został poddany torturom. 25 marca 1945 rozstrzelany bez sądu pod murem cmentarza katolickiego Rrmajt w Szkodrze.
Zadeja znalazł się w gronie 38 albańskich duchownych, którzy 5 listopada 2016 w Szkodrze zostali ogłoszeni błogosławionymi. Beatyfikacja duchownych, którzy zginęli „in odium fidei” została zaaprobowana przez papieża Franciszka 26 kwietnia 2016.
Imię Ndre Zadei noszą ulice w Szkodrze i w zachodniej części Tirany (dzielnica Sharre).

## Twórczość literacka
Oprócz utworów poetyckich Zadeja jest także autorem kilku dramatów o tematyce patriotycznej. W 1919, w czasie, kiedy toczyła się bitwa o Wlorę odbyła się premiera melodramatu Ora e Shqypnis (Godzina Albanii). Kolejne dramaty Hijet e zeza (Czarne cienie, 1921), Rozafa (1926) i Rrrethimi e Shkodres (Oblężenie Szkodry) Zadeja poświęcił kwestii jedności Albańczyków w obliczu zagrożenia zewnętrznego. W 1936 miała miejsce premiera ostatniego dramatu Zadei Ruba e kuqe (Czerwona chusta).

### Publikacje
- 2000: Ora e Shqypnisë : melodramë kombëtare (wydanie pośmiertne)